# بورتيس ماغنيس
بورتيس ماغنيس (بالإنجليزية: Portus Magnus) كانت مدينة رومانية بربرية في موريتانيا القيصرية. تقع في مدينة بطيوة الحالية بالجزائر.